# Nekrolog 1658
Nekrolog
◄◄
| ◄
| 1654
| 1655
| 1656
| 1657
| 1658 | 1659 | 1660 | 1661 | 1662 | ► | ►►
Weitere Ereignisse | Allgemeiner Nekrolog 1658
Die Beschreibung der verstorbenen Person sollte so kurz wie möglich gehalten sein und nur deren signifikante Tätigkeit(en) enthalten.
Neue Namen ggf. auch unter dem Geburts- und Sterbedatum, also etwa unter 1. Januar und im Geburts- und Sterbejahr (2024) eintragen (nur bei entsprechender großer Wichtigkeit). Für Beispiele siehe die schon vorhandenen Artikel.
Außerdem über die fünf zuletzt Verstorbenen, zu denen es einen ausreichend guten Artikel für eine Präsentation auf der Hauptseite gibt, nach der todesbedingten Überarbeitung der Artikel ggf. auch unter Wikipedia Diskussion:Hauptseite informieren und sie am besten auch in den anderen Wikipedia-Sprachversionen eintragen. Tipp: Regelmäßig bei news.google.de nach „ist tot“, „gestorben“ oder „verstorben“ suchen.
Wenn eine Person gestorben ist, gibt es viele Seiten zu dieser Person in der Wikipedia, die davon auch betroffen sind und entsprechend aktualisiert werden müssen. Beispiele: Namenübersichtsseite, Geburtsjahr, Geburtsort-Seiten und viele mehr.
Wie finde ich die betroffenen Seiten?
Im Suchfeld auf der linken Seite gibt man den Suchbegriff so ein: „Vorname Nachname“. Dann klickt man auf Volltext und alle Seiten mit entsprechendem Suchtext werden aufgerufen. Hier sieht man dann schnell, wo auch das Todesjahr Sinn macht oder sogar ein Teil des Artikels angepasst werden muss. Auch hilft das „Werkzeug“ auf der linken Seite sehr gut, um solche Seiten aufzufinden: „Links auf diese Seite“. Somit ist die Wikipedia wieder aktuell in allen Bereichen! Hinweis: bei Eintragung der Kategorie „Gestorben JAHR“ wird der Missbrauchsfilter 49 ausgelöst, was jedoch nicht schlimm ist. Siehe: Spezial:Missbrauchsfilter/49
Dies ist eine Liste von im Jahr 1658 verstorbenen bekannten Persönlichkeiten. Die Einträge erfolgen innerhalb der einzelnen Daten alphabetisch sortiert. Tiere sind im Nekrolog für Tiere zu finden.

## Januar
| Tag        | Name                             | Beruf, bekannt als                                         | Alter | Beleg |
| ---------- | -------------------------------- | ---------------------------------------------------------- | ----- | ----- |
| 1. Januar  | Caspar Sibel                     | deutscher reformierter Theologe                            | 67    |       |
| 7. Januar  | Theophilus Eaton                 | amerikanischer Kolonialgouverneur                          |       |       |
| 8. Januar  | Anna Schulten                    | Opfer der Hexenprozesse in Canstein (Marsberg)             |       |       |
| 9. Januar  | Melchior von Hatzfeldt           | kaiserlich-habsburgischer Feldherr                         | 64    |       |
| 9. Januar  | Ulrich Grappler von Trappenburg  | Weihbischof in Passau                                      | 57    |       |
| 12. Januar | Johann Carl Aichbühel            | österreichischer Universitätsrektor                        |       |       |
| 16. Januar | Johannes Bering                  | deutscher lutherischer Theologe und Mathematiker           | 50    |       |
| 18. Januar | Takatsukasa Nobufusa             | japanischer Regent für Go-Yōzei                            | 92    |       |
| 28. Januar | Louis Charles de Nogaret de Foix | französischer Adliger und Militär                          | 30    |       |
| 28. Januar | Matthias Pasor                   | deutscher reformierter Theologe, Mathematiker und Linguist | 58    |       |

## Februar
| Tag         | Name                      | Beruf, bekannt als                                               | Alter | Beleg |
| ----------- | ------------------------- | ---------------------------------------------------------------- | ----- | ----- |
| 5. Februar  | Maria van Valckenisse     | niederländische Mystikerin und Gründerin des Karmel von Oirschot | 52    |       |
| 11. Februar | Wunibald Waibel           | deutscher Abt                                                    | 58    |       |
| 12. Februar | Konrad Carpzov            | deutscher Rechtswissenschaftler und Staatsmann                   | 64    |       |
| 18. Februar | Balthasar Rhaw            | deutscher Logiker, Metaphysiker und lutherischer Theologe        | 57    |       |
| 19. Februar | Eustachius II. von Harras | Erb- und Gerichtsherr von Oßmannstedt                            |       |       |
| 27. Februar | Adolf Friedrich I.        | Herzog zu Mecklenburg                                            | 69    |       |
| 28. Februar | Johann Lauremberg         | niederdeutscher Schriftsteller                                   | 68    |       |

## März
| Tag      | Name                   | Beruf, bekannt als                              | Alter | Beleg |
| -------- | ---------------------- | ----------------------------------------------- | ----- | ----- |
| 2. März  | Friedrich Casimir      | Graf von Ortenburg                              | 67    |       |
| 4. März  | Augustinus Gerlstötter | deutscher Benediktiner und Abt                  |       |       |
| 7. März  | Johann Hering          | Jurist und Oldenburgischer Staatsmann           | 58    |       |
| 10. März | Christoph Brandis      | deutscher Bürgermeister und Geschichtsschreiber |       |       |
| 24. März | Michael Schnabel       | österreichischer Zisterzienser und Abt          | 50    |       |
| 25. März | Isabella D’Adda        | lombardische Adlige                             |       |       |
| 25. März | Hermann IV.            | Landgraf von Hessen-Rotenburg                   | 50    |       |
| 29. März | Bertuccio Valier       | 102. Doge von Venedig                           | 61    |       |
| März     | Valentin Dretzel       | deutscher Organist und Komponist                |       |       |

## April
| Tag       | Name                            | Beruf, bekannt als | Alter | Beleg |
| --------- | ------------------------------- | --- | ----- | ----- |
| 5. April  | Jacobus Maestertius             | belgischer Rechtsgelehrter                                                                                               |       |       |
| 10. April | Peter Concorz                   | deutsch-österreichischer kaiserlicher Kammerbildhauer, Hofsteinmetzmeister, Hofbaumeister und Hofbauschreiber des Barock |       |       |
| 16. April | John Pole, 1. Baronet           | englischer Adliger und Politiker                                                                                         |       |       |
| 19. April | Christoph Köler                 | deutscher Barockdichter                                                                                                  | 55    |       |
| 19. April | Kirsten Munk                    | Gräfin von Schleswig-Holstein, Ehefrau des dänischen Königs Christian IV.                                                | 59    |       |
| 19. April | Robert Rich, 2. Earl of Warwick | englischer Kolonialverwalter, Admiral und Puritaner                                                                      | 70    |       |
| 24. April | Francesco Maria Richini         | italienischer Baumeister und Bildhauer                                                                                   | 74    |       |
| 29. April | John Cleveland                  | englischer Dichter | 44    |       |

## Mai
| Tag     | Name                    | Beruf, bekannt als                          | Alter | Beleg |
| ------- | ----------------------- | ------------------------------------------- | ----- | ----- |
| 3. Mai  | Nicolaus Bleyer         | deutscher Komponist und Violinist           | 67    |       |
| 6. Mai  | Johannes Gisenius       | deutscher Theologe                          |       |       |
| 11. Mai | Everhard Alerdinck      | deutscher Maler                             |       |       |
| 20. Mai | Bartholomäus Holzhauser | Gründer der ersten Weltpriestergemeinschaft | 44    |       |

## Juni
| Tag      | Name                    | Beruf, bekannt als                                                    | Alter | Beleg |
| -------- | ----------------------- | --------------------------------------------------------------------- | ----- | ----- |
| 1. Juni  | Peter II. Scherenberger | deutscher Zisterzienserabt                                            |       |       |
| 3. Juni  | Johann Merck            | deutscher Pädagoge                                                    | 80    |       |
| 8. Juni  | Gerhard Grave           | deutscher lutherischer Theologe                                       |       |       |
| 18. Juni | Louis Cappel            | französischer reformierter Theologe                                   | 72    |       |
| 23. Juni | Hans von Bodeck         | deutscher Diplomat und Kanzler des Kurfürsten von Brandenburg-Preußen |       |       |

## Juli
| Tag      | Name                                    | Beruf, bekannt als                                                        | Alter | Beleg |
| -------- | --------------------------------------- | ------------------------------------------------------------------------- | ----- | ----- |
| 5. Juli  | Philipp Ernst Förster                   | Hof- und Justizrat und Kanzleidirektor der Grafen zu Stolberg-Wernigerode | 40    |       |
| 8. Juli  | Laurent Chiflet                         | französischer Jesuit und Grammatiker                                      | 59    |       |
| 13. Juli | Meinrad von Buol                        | Schweizer Adeliger                                                        | 69    |       |
| 15. Juli | Lorenzo Ramírez de Prado                | spanischer Humanist, Autor und Politiker                                  | 74    |       |
| 18. Juli | Álvaro Semedo                           | portugiesischer Jesuiten-Missionar in China                               |       |       |
| 20. Juli | Gerdt Anton Rehnskiöld                  | schwedischer Regierungs- und Finanzbeamter, Regierungsrat in Pommern      | 48    |       |
| 22. Juli | Friedrich                               | Herzog von Schleswig-Holstein-Sonderburg-Norburg                          | 76    |       |
| Juli     | Ulick Burke, 1. Marquess of Clanricarde | britischer Feldherr, Politiker und Peer                                   |       |       |
| Juli     | Wentzloff IV. von Knuth                 | deutscher Adelsmann und Provisor des Klosters Malchow                     |       |       |

## August
| Tag        | Name                        | Beruf, bekannt als                                                                 | Alter | Beleg |
| ---------- | --------------------------- | ---------------------------------------------------------------------------------- | ----- | ----- |
| 5. August  | Gundaker von Liechtenstein  | Herrschaftsbesitzer und Hofbeamter, 1. Fürst von Liechtenstein                     | 78    |       |
| 11. August | Antoine de Cousu            | französischer Musiktheoretiker, Kirchenkapellmeister, Barockkomponist und Kleriker | ≈58   |       |
| 12. August | Johann Sperling             | deutscher Mediziner, Zoologe und Physiker                                          | 55    |       |
| 19. August | Christine von Hessen-Kassel | Herzogin von Sachsen-Eisenach                                                      | 79    |       |
| 23. August | Bartolomeo della Torre      | Architekt und Baumeister                                                           |       |       |
| 24. August | Gottlieb von Hagen          | deutscher Verwaltungsjurist und Diplomat                                           | 62    |       |
| 27. August | Stefano Fabri junior        | italienischer Musiker                                                              |       |       |
| 27. August | Johann Schmidt              | evangelisch-lutherischer Theologe und Hochschullehrer                              | 64    |       |

## September
| Tag           | Name                      | Beruf, bekannt als                                           | Alter | Beleg |
| ------------- | ------------------------- | ------------------------------------------------------------ | ----- | ----- |
| 3. September  | Hans Jakob Ammann         | Schweizer Wundarzt, Ägyptenreisender und Reiseschriftsteller | 72    |       |
| 3. September  | Oliver Cromwell           | britischer Lord Protector                                    | 59    |       |
| 5. September  | Carlo Ridolfi             | venezianischer Maler und Künstlerbiograph                    | 64    |       |
| 17. September | Caspar von Barth          | deutscher Philologe                                          | 71    |       |
| 17. September | Georg Philipp Harsdörffer | deutscher Dichter des Barock und Heraldiker                  | 50    |       |
| 18. September | Anna Maria Dulliker       | Schweizer Benediktinerin und Priorin                         | 58    |       |

## Oktober
| Tag         | Name                 | Beruf, bekannt als                               | Alter | Beleg |
| ----------- | -------------------- | ------------------------------------------------ | ----- | ----- |
| 4. Oktober  | Jodok Knab           | schweizerischer römisch-katholischer Geistlicher | 65    |       |
| 14. Oktober | Francesco I. d’Este  | Herzog von Reggio, Modena                        | 48    |       |
| 14. Oktober | Simon Goldschmidt    | Hofbankier und Hofjuwelier in Kassel             |       |       |
| 28. Oktober | José de Villaviciosa | spanischer Dichter                               |       |       |

## November
| Tag          | Name                                 | Beruf, bekannt als                                                                                        | Alter | Beleg |
| ------------ | ------------------------------------ | --- | ----- | ----- |
| 4. November  | Antoine Le Maistre                   | französischer Rechtsanwalt, Autor, Jansenist und Eremit                                                   | 50    |       |
| 5. November  | Franz Daniel Berg                    | deutscher lutherischer Theologe und Generalsuperintendent der Generaldiözese Grubenhagen und auf dem Harz |       |       |
| 5. November  | Abraham Teller                       | deutscher evangelischer Geistlicher und Kirchenlieddichter                                                | 49    |       |
| 8. November  | Witte de With                        | Admiral der Niederlande                                                                                   | 59    |       |
| 9. November  | Pieter de Bloot                      | holländischer Maler                                                                                       |       |       |
| 14. November | François van Aerssen van Sommelsdijk | niederländischer Edelmann und Reisender                                                                   | 28    |       |
| 15. November | Jacob Revius                         | niederländischer calvinistischer Prädikant, Dichter und Kirchenhistoriker                                 |       |       |
| 22. November | Abraham van Cuylenburg               | niederländischer Maler                                                                                    |       |       |
| 26. November | Franz Heinrich von Sachsen-Lauenburg | Prinz von Sachsen-Lauenburg                                                                               | 54    |       |
| 29. November | Karl Magnus von Baden-Durlach        | Titular-Markgraf von Baden-Durlach                                                                        | 37    |       |

## Dezember
| Tag          | Name                        | Beruf, bekannt als                                                                                               | Alter | Beleg |
| ------------ | --------------------------- | --- | ----- | ----- |
| 3. Dezember  | Johannes Micraelius         | deutscher Dichter und Philosoph                                                                                  | 61    |       |
| 6. Dezember  | Johannes Cluto              | deutscher Ratsherr und Universitätsdozent                                                                        |       |       |
| 6. Dezember  | Baltasar Gracián            | spanischer Schriftsteller, Hochschullehrer und Jesuit                                                            | 57    |       |
| 11. Dezember | Ulrich Christian Gyldenløve | dänischer General                                                                                                | 28    |       |
| 15. Dezember | Carlo Emanuele Madruzzo     | Fürstbischof von Trient                                                                                          | 59    |       |
| 19. Dezember | Johann Bergius              | deutscher reformierter Theologe                                                                                  | 71    |       |
| 24. Dezember | Wolfgang von Gemmingen      | Grundherr in Oppenheim, Unterzeichnender des Westfälischen Friedens, Assessor beim Reichskammergericht in Speyer | 48    |       |
| 24. Dezember | Friedrich Scultetus         | deutscher evangelischer Theologe                                                                                 | 56    |       |

## Datum unbekannt
| Tag | Name                        | Beruf, bekannt als                                                                   | Alter | Beleg |
| --- | --------------------------- | ------------------------------------------------------------------------------------ | ----- | ----- |
|     | Nūr ad-Dīn ar-Rānīrī        | islamischer Religionsgelehrter                                                       |       |       |
|     | Bartolomeo Avanzini         | italienischer Architekt                                                              |       |       |
|     | Friedrich Bohl              | schwedischer Diplomat, Kanzler von Schwedisch-Pommern                                |       |       |
|     | Francisco de Borja y Aragón | Schriftsteller und Vizekönig von Peru                                                |       |       |
|     | Jean de Bougy               | Lieutenant-Général der französischen Armee                                           |       |       |
|     | Carlo Buzzi                 | italienischer Architekt                                                              |       |       |
|     | Pierre-Jean Fabre           | französischer Alchemist und Arzt                                                     |       |       |
|     | Gregor Gobius               | Bürgermeister in Görlitz                                                             |       |       |
|     | Abba Gregorius              | äthiopischer Priester adliger Herkunft, Philologe und Lexikograf                     |       |       |
|     | Jean Jannon                 | Drucker                                                                              |       |       |
|     | Leonhard Löw                | deutscher Stück- und Glockengießer                                                   | ≈52   |       |
|     | Joan March                  | spanischer Benediktinermönch und Komponist                                           |       |       |
|     | Antonie Oetgens van Waveren | Bürgermeister von Amsterdam und Diplomat                                             |       |       |
|     | Clara Peeters               | flämische Malerin                                                                    |       |       |
|     | Sönam Chöphel               | Regent von Tibet (1642–1658)                                                         |       |       |
|     | Moses Székely der Jüngere   | Thornanwärter in Siebenbürgen                                                        |       |       |
|     | António Raposo Tavares      | brasilianischer Bandeirante (São Paulo)                                              |       |       |
|     | Rebecca Vaughan             | englische Alchemistin                                                                |       |       |
|     | Hermann Wachmann            | Ratsherr und Bürgermeister in Bremen                                                 |       |       |
|     | Lucy Walter                 | Mätresse des englischen Königs Karl II., Mutter von James Scott, 1. Duke of Monmouth |       |       |